# Matthew Fontaine Maury
Matthew Fontaine Maury (Fredericksburg, Virgínia, 14 de gener de 1806 - Lexington, Virgínia, 1 de febrer de 1873), va ser un oficial naval dels EUA, un hidrògraf pioner i un dels fundadors de l'oceanografia.
Maury, fill d'un granger, s'allistà a la Marina dels Estats Units d'Amèrica. Quan tenia vint-i-quatre anys, ja havia donat la volta al món. El 1839 es quedà coix degut a un accident de diligència i fou obligat a retirar-se del servei actiu. Fou destinat al que podia ésser un lloc poc exigent, superintendent del Dipòsit de cartes marítimes i instrumental. Es dedicà a això amb força energia i, particularment, a l'estudi de vents i corrents. Per ajudar a recopilar dades, dissenyà diaris de navegació impresos especials que va distribuir als capitans dels vaixells.
Maury estava convençut que l'estudi dels oceans no podia avançar sense la cooperació de les nacions marítimes. Com a resultat dels seus esforços, se celebrà el 1853 una conferència internacional a Brussel·les, en la que els governs s'hi mostraren d'acord per adoptar un sistema estandarditzat d'anotacions clàssiques. El 1855 publicà el primer llibre de text mundial sobre l'Oceanografia, Geografia física del mar.
Quan esclatà la guerra el 1863, fou nomenat director de la defensa costanera de la confederació. Després de la derrota de la confederació, hagué d'exiliar-se'n, primer a Mèxic i després a Anglaterra. El 1868 tornà als Estats Units com a professor de física de l'Institut Militar de Virgínia, on hi passà els últims cinc anys de la seva vida. El 1930, la seva creació de la ciència de l'oceanografia fou reconeguda en ésser escollit pel Hall of Fame for Great Americans.